# Андрійова
Андрійова (словац. Andrejová) — село в Бардіївському окрузі, Пряшівський край, Словаччина. Розташоване в північно-східній частині країни в долині р. Андрійовки.
Розташоване у межах української етнічної території Пряшівщини.

## Назва
Зафіксовані назви:
- 1355 року — Andras Vagasa;
- 1414 року — Endreauagasa;
- 1618 року — Andreowa;
- 1786 року — Andrašowce;
- 1788 року — Andrejová.

Угорська назва села — Endrevágása.

## Історія
Засноване ймовірно вкінці 13 — на початку 14 століття. Перша письмова згадка походить з 1355 року.
У повоєнний період місцеві селяни працювали у сільському господарстві, а також на заводах міст Бардієва та Кошиць.

## Пам'ятки
У селі є мурована греко-католицька парафіяльна церква Покрови Пресвятої Богородиці з 1893 року в стилі сецесії. Церковна метрика ведеться з 1831 року.
Дерев'яна церква з 1763 р. згоріла в 1882 р. Перед цією існувала дерев'яна церква з 1492 року.
Є каплиця з 1925 року.

## Населення
| Рік:            | 1994. | 2004.    | 2014.    | 2024.   |
| --------------- | ----- | -------- | -------- | ------- |
| Кількість осіб: | 287   | 317      | 371      | 351     |
| Різниця:        |       | +10,45 % | +17,03 % | -5,39 % |

| Рік:            | 2023. | 2024. |
| --------------- | ----- | ----- |
| Кількість осіб: | 351   | 351   |
| Різниця:        |       | +0 %  |

В селі проживає 332 осіб.
| Число осіб | Число осіб | Число осіб | Число осіб | Число осіб | Число осіб | Число осіб |      |      |      |      |      |      |  |
| 1860       | 1880       | 1890       | 1900       | 1910       | 1921       | 1930       | 1940 | 1948 | 1961 | 1970 | 1980 | 1991 |  |
| ---------- | ---------- | ---------- | ---------- | ---------- | ---------- | ---------- | ---- | ---- | ---- | ---- | ---- | ---- |  |
| 360        | 386        | 389        | 379        | 401        | 409        | 427        | 456  | 390  | 421  | 405  | 352  | 293  |  |

| Національність    | 1921, Чисельність  | 1991,% | 2001,% |  |
| ----------------- | ------------------ | ------ | ------ |  |
| Словаки           | 45 («чехословаки») | 74,33  | 50,33  |  |
| Русини            | 362                | 12,00  | 18,95  |  |
| Цигани            |                    | 0,33   | 15,36  |  |
| Українці          |                    | 13,00  | 9,80   |  |
| Чехи              |                    | 0,33   | 0,33   |  |
| Разом/Чисельність | 409                | 300    | 306    |  |

| Релігія                                                                  | 1921, Чис. | 1991,% | 2001,% |
| ------------------------------------------------------------------------ | ---------- | ------ | ------ |
| греко-католики                                                           | 407        | 82,33  | 80,07  |
| римо-католики                                                            |            | 7,33   | 8,17   |
| православні                                                              |            | 2,67   | 4,90   |
| не вважають себе віруючими або не належать до жодної вищезгаданої церкви |            | 7,67   | 6,54   |
| Разом/Чисельність                                                        | 409        | 300    | 306    |

## Географія
Протікає Андрейов потік.

### Клімат
| Клімат Андрейови        | Клімат Андрейови | Клімат Андрейови | Клімат Андрейови | Клімат Андрейови | Клімат Андрейови | Клімат Андрейови | Клімат Андрейови | Клімат Андрейови | Клімат Андрейови | Клімат Андрейови | Клімат Андрейови | Клімат Андрейови | Клімат Андрейови |
| Показник                | Січ.             | Лют.             | Бер.             | Квіт.            | Трав.            | Черв.            | Лип.             | Серп.            | Вер.             | Жовт.            | Лист.            | Груд.            | Рік              |
| Середній максимум, °C   | −0,1             | 2,4              | 8,2              | 14,3             | 19,9             | 22,5             | 24,4             | 24,2             | 19,1             | 13,3             | 5,5              | 0,9              | 12,9             |
| Середня температура, °C | −3               | −1,4             | 3,1              | 8,4              | 13,5             | 16,4             | 18,0             | 17,3             | 13,1             | 8,1              | 2,5              | −1,6             | 7,9              |
| Середній мінімум, °C    | −6,1             | −4,9             | −1,4             | 3,0              | 7,5              | 10,6             | 12,2             | 11,7             | 8,4              | 4,0              | −0,2             | −4,2             | 3,4              |
| Днів з опадами          | 7                | 6                | 6                | 8                | 10               | 11               | 10               | 8                | 8                | 7                | 8                | 9                | 98               |
| ----------------------- | ---------------- | ---------------- | ---------------- | ---------------- | ---------------- | ---------------- | ---------------- | ---------------- | ---------------- | ---------------- | ---------------- | ---------------- | ---------------- |
| Джерело: www.yr.no      |                  |                  |                  |                  |                  |                  |                  |                  |                  |                  |                  |                  |                  |